# کلمنت پینو
کلمنت پینو (انگلیسی: Clément Pinault; ۴ فوریهٔ ۱۹۸۵ – ۲۲ ژانویهٔ ۲۰۰۹) بازیکن فوتبال اهل فرانسه بود.
از باشگاه‌هایی که در آن بازی کرده‌است می‌توان به باشگاه فوتبال لو مان، باشگاه فوتبال آنژه، و باشگاه فوتبال کلرمون فوت اشاره کرد.این بازیکن در ۹ ژانویه در خانه شخصی اش دچار ایست قلبی شد و در ۲۲ ژانویه در بیمارستان در گذشت. باشگاه فوتبال کلرمون فوت به احترام این بازیکن شماره ۱۴ را برای همیشه بایگانی کرده است.